# Euro-ALA Jet Fox
L'Euro-ALA Jet Fox è un velivolo ultraleggero monomotore, monoplano ad ala alta e biposto sviluppato dall'azienda aeronautica italiana Euro-ALA nei tardi anni ottanta.
Disegnato dal progettista Alfredo Di Cesare e destinato principalmente al mercato dell'aviazione generale da diporto e turistica, la produzione è iniziata nei primi anni novanta, con 280 esemplari venduti prima del 2010.

## Varianti

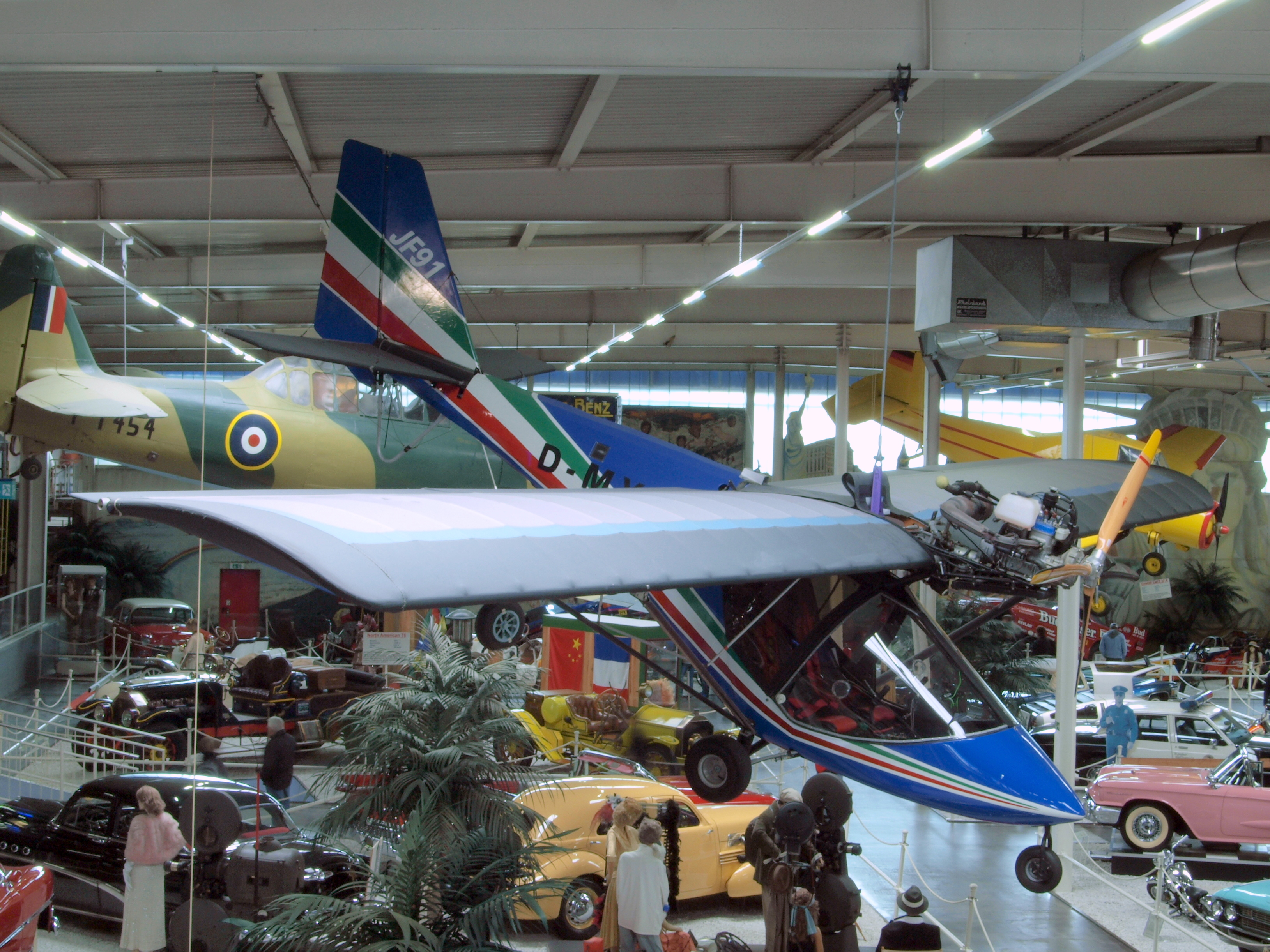
JetFox JF91

Dati estratti da Jane's All the World's Aircraft
Jet Fox 91
versione iniziale del 1991, realizzata in 140 esemplari.
Jet Fox 97
versione rivista (nuova cappottatura motore) e migliorata (riduzione del rumore) introdotta nel 1997, realizzata in 140 esemplari incluse le più recenti versioni.
Versioni attuali, basate sul Jet Fox 97
Jet Fox Amphib
versione anfibia per il mercato statunitense, caratterizzata dalla motorizzazione Rotax 912 ULS da 100 CV (73,5 kW); peso massimo al decollo 622 kg (1 373 lb).
Jet Fox GT
versione motorizzata Rotax 912 ULS da 100 CV (73,5 kW)
Airo 1
versione costruita dall'azienda emiratina Airo Aviation, caratterizzata da differenze minime come apertura alare ridotta di 335 mm e incrementata capacità del serbatoio di combustibile.
Airo 1F
versione idrovolante a scarponi dell'Airo 1.

### Pubblicazioni
- (EN) Noel Bertrand, Rene Coulon et altri, 'World Directory of Leisure Aviation 2003-04, Lancaster, Pagefast Ltd, 2003, ISSN 1368-485X (WC · ACNP).